# Radu Mazăre
Radu Ștefan Mazăre (n. 5 iulie 1968, București, România) este un fost politician român, fost primar al Constanței. A candidat ca independent în 2000 și a fost reales cu susținerea Partidului Social Democrat în 2004, 2008 și 2012.
În cursul celui de-al patrulea mandat, cercetat într-un dosar de corupție, Radu Mazăre a fost arestat preventiv și a demisionat din funcția de primar. Ulterior a fost eliberat din arest și pus sub control judiciar. La sfârșitul anului 2017, având mai multe dosare pe rol, Radu Mazăre a fugit în Madagascar, unde a cerut azil politic. Autoritățile române, prin Interpol, au emis un mandat de căutare a acestuia, iar pe 8 mai 2019, Radu Mazăre a fost reținut de autoritățile malgașe. 12 zile mai târziu, acesta a fost extrădat și încarcerat la Penitenciarul Rahova. În 27 mai 2024 a fost eliberat din închisoare.

## Studii și familie
Radu Mazăre s-a născut pe 5 iulie 1968 în cartierul Drumul Taberei din București. A urmat cursurile secției de matematică–fizică din cadrul Liceului nr. 4 din București. Ulterior, în 1987, a fost admis la Facultatea de Electromecanică din cadrul Institutului de Marină Civilă din Constanța. În timpul facultății, Radu Mazăre a fost propus în repetate rânduri spre exmatriculare.
Radu Mazăre este fratele mai mare al politicianului Alexandru Mazăre.

## Activitate în media
În februarie 1990 Radu Mazăre pune bazele săptămânalului Contrast, al cărui redactor-șef a fost. Din 1991 publicația a fost distribuită la nivel național. În 1992 devine fondator și redactor-șef al cotidianului Telegraf.
Un articol scris de Radu Mazăre în 1995 i-a adus acestuia un proces de calomnie și o condamnare la șapte luni de închisoare cu executare. A fost grațiat de președintele Ion Iliescu în 1996.

## Activitate politică
Radu Mazăre a debutat în politică în noiembrie 1996, odată cu alegerea sa ca deputat din partea Partidului Democrat. După nici un an, acesta a demisionat din PD, motivându-și decizia prin existența „discrepanțelor dintre promisiunile electorale și realitățile guvernării”. În iunie 2000, în urma candidaturii ca independent, a fost ales primar al Constanței. După trei ani, Mazăre aderă la Partidul Social Democrat și este reales primar în 2004, 2008 și 2012.
În februarie 2010 a anunțat că va candida la președinția PSD, dar s-a răzgândit și l-a susținut pe Victor Ponta.
În mai 2015, Radu Mazăre a demisionat de la conducerea Primăriei Constanța în contextul urmăririi sale penale într-un dosar de luare de mită. Anterior, acesta fusese arestat preventiv și suspendat din funcție prin ordin al prefectului.

## Filantropie
În perioada când a fost parlamentar, Radu Mazăre și-a donat salariul unor școli, cămine de bătrâni și persoane nevoiașe. În 1997 a înființat cantina Fair Play, unde peste 200 de pensionari și copii instituționalizați primeau o masă caldă zilnic.

## Controverse
Radu Mazăre este o personalitate controversată, făcând obiectul mai multor anchete penale ale Direcției Naționale Anticorupție. Acesta este suspectat de legături cu lumea interlopă constănțeană și de afaceri ilegale, conform unor acuzații apărute în unele ziare românești.

### Scandalul cu Hamza Younés
În august 2013, atacantul Petrolului Ploiești, tunisianul Hamza Younés, a susținut că a fost bătut de către bodyguarzii lui Radu Mazăre. Younés a depus o plângere penală pe numele lui Mazăre pentru agresiune. Radu Mazăre a susținut că Younés l-ar fi agresat și a depus plângere penală pe numele fotbalistului pentru tentativă de omor. Scandalul s-a generalizat rapid, sute de suporteri ai Petrolului manifestând împotriva primarului.

### Procesul cu Stere Beca
În august 2013, Radu Mazăre i-a numit „milogi și pomanagii” pe revoluționarii care protestau în fața prim-ministrului Victor Ponta, aflat în vizită în Constanța, cu privire la anularea unor drepturi prevăzute în lege pentru revoluționari. Unul dintre revoluționari, Stere Beca, l-a dat apoi în judecată pe acest motiv, iar Judecătoria Constanța a stabilit ca Radu Mazăre să îi plătească acestuia 5.000 de lei daune morale.

### Taxa de Liniște
Radu Mazăre, alături de consilierii locali, a introdus în anul 2003 "taxa pentru creșterea gradului de liniște și siguranță în derularea activităților economice în Constanța, Mamaia și Sat Vacanță". Această taxă a fost atacată și anulată în primă fază de prefectul județului Constanța Dănuț Culețu în 2006. Cu toate că această taxă a fost considerată abuzivă, ea a fost reintrodusă în dezacord cu 31337 debitori constănțeni, în anul 2009. În rândul populației această taxă mai avea denumirea și de: ”Taxa de protecție a lui Mazăre” sau ”Taxa al Capone”. Taxa a rămas necontestată până în anul 2015, când președintele ACIA, activistul civic Andrei Popescu, acesta inițiind o campanie de strângere de semnături pentru desființarea acestui abuz. Campania a avut un adevarat suport alt constănțenilor, strângând peste 7000 de semnatari.

## Condamnări penale
Pe 8 februarie 2019 Radu Mazăre a fost condamnat definitiv de Înalta Curte de Casație și Justiție la nouă ani de închisoare cu executare într-un dosar privitor la retrocedarea ilegală a unor terenuri în stațiunea Mamaia.  Pe 3 februarie 2022 Mazăre a fost condamnat definitiv tot de Înalta Curte de Casație și Justiție la cinci ani de închisoare cu executare pentru luare de mită, abuz în serviciu și conflict de interese în dosarul „Polaris”.

## Fuga în Madagascar și aducerea în țară
În decembrie 2017, aflat sub control judiciar, Radu Mazăre s-ar fi îmbarcat într-un avion low cost cu destinația Roma și de acolo a plecat în Madagascar, unde a cerut azil politic.
Mai mult de un an mai târziu, în luna mai 2019, în urma arestării provizorii a acestuia de către autoritățile din Madagascar, Ministerul Justiției din România a dispus efectuarea tuturor procedurilor legale necesare în vederea extrădării fostului edil. Ministrul interimar al justiției Ana Birchall a confirmat pe 13 mai 2019 că dosarul cuprinzând cererea de extrădare, precum și toate documentele transmise de instanțele competente din țara noastră au fost predate autorităților din Madagascar atât în limba română, cât și traduse autorizat în limba franceză, “practic în mai puțin de 48 de ore, în ciuda volumului impresionant de documente, peste 600 de pagini”.

## În cultura populară
Cântărețul Daniel Iancu i-a dedicat un cântec intitulat „Ofițerul Radu”. De asemenea, Radu Mazăre apare în videoclipul piesei promoționale „A lu' Mamaia” interpretată de Delia și Speak.